# Hornachuelos
Hornachuelos è un comune spagnolo di 4 669 abitanti situato nella comunità autonoma dell'Andalusia.

## Amministrazione

### Gemellaggi
Hornachuelos è gemellata con:
- Busseto

## Geografia fisica
Hornachuelos è situata a poca distanza dal fiume Bembézar, che in questo comune confluisce nel Guadalquivir. Lungo il confine occidentale scorre il Retortillo, anch'esso tributario del Guadalquivir.